# Liga Europy UEFA (2018/2019)
Liga Europy UEFA 2018/2019 – 48. sezon drugich w hierarchii i pod względem prestiżu międzynarodowych, klubowych rozgrywek piłkarskich federacji zrzeszonych w UEFA, po raz 10. przeprowadzanych pod nazwą Ligi Europy UEFA (wcześniej, jako Puchar UEFA) w formacie wprowadzonym w 2009 roku.
Finał Ligi Europy 2018/2019 został rozegrany na Stadionie Olimpijskim w Baku, w Azerbejdżanie 29 maja 2019 roku. Zwycięzcą rozgrywek, po raz drugi w historii, została Chelsea F.C., która pokonała w finale Arsenal F.C. 4:1 i zakwalifikowała się do Ligi Mistrzów UEFA 2019/20, a także rozegrała mecz o Superpuchar Europy. 
Rozgrywki składały się z 3 części:
- fazy kwalifikacyjnej podzielonej na:
  - ścieżkę ligową (5 rund),
  - ścieżkę mistrzowską (3 rundy),
- fazy grupowej,
- fazy pucharowej.

## Format rozgrywek i podział miejsc
9 grudnia 2016 roku UEFA potwierdziła zmiany w formacie rozgrywek od sezonu 2018/19. Podział miejsc w rozgrywkach nie uległ zmian. Federacje z miejsc 1-31 i 33-51, w rankingu współczynników ligowych UEFA z sezonu 2016/17, mają po 3 miejsca w rozgrywkach. Federacje z miejsc 52-54 mają po dwa miejsca natomiast federacja z miejsc 32 i 55 mają jedno miejsce w rozgrywkach. Podobnie jak w Lidze Mistrzów, od sezonu 2018/19 w rozgrywkach zostanie dodana runda wstępna kwalifikacji. Od II rundy kwalifikacji do rozgrywek dołączać będą zespoły przegrane w poprzednich rundach kwalifikacji do Ligi Mistrzów, dlatego od tej rundy zostanie wprowadzony podział na kwalifikacje dla mistrzów i niemistrzów. Pozostałe elementy nie uległy większym zmianom.
| Lp. | Federacja  | Współ.  | Drużyny |
| --- | ---------- | ------- | ------- |
| 1   | Hiszpania  | 104.998 | 3       |
| 2   | Niemcy     | 79.498  | 3       |
| 3   | Anglia     | 75.962  | 3       |
| 4   | Włochy     | 73.332  | 3       |
| 5   | Francja    | 56.665  | 3       |
| 6   | Rosja      | 50.532  | 3       |
| 7   | Portugalia | 49.332  | 3       |
| 8   | Ukraina    | 42.633  | 3       |
| 9   | Belgia     | 42.400  | 3       |
| 10  | Turcja     | 39.200  | 3       |
| 11  | Czechy     | 33.175  | 3       |
| 12  | Szwajcaria | 32.075  | 3       |
| 13  | Holandia   | 31.063  | 3       |
| 14  | Grecja     | 27.900  | 3       |
| 15  | Austria    | 25.350  | 3       |
| 16  | Chorwacja  | 25.250  | 3       |
| 17  | Rumunia    | 24.350  | 3       |
| 18  | Dania      | 24.000  | 3       |
| 19  | Białoruś   | 19.875  | 3       |

| Lp. | Federacja     | Współ. | Drużyny |
| --- | ------------- | ------ | ------- |
| 20  | Polska        | 19.750 | 3       |
| 21  | Szwecja       | 19.725 | 3       |
| 22  | Izrael        | 19.375 | 3       |
| 23  | Szkocja       | 18.925 | 3       |
| 24  | Cypr          | 18.550 | 3       |
| 25  | Norwegia      | 18.325 | 3       |
| 26  | Azerbejdżan   | 17.750 | 3       |
| 27  | Bułgaria      | 15.875 | 3       |
| 28  | Serbia        | 15.375 | 3       |
| 29  | Kazachstan    | 15.250 | 3       |
| 30  | Słowenia      | 13.125 | 3       |
| 31  | Słowacja      | 11.750 | 3       |
| 32  | Liechtenstein | 11.000 | 1       |
| 33  | Węgry         | 9.500  | 3       |
| 34  | Mołdawia      | 9.500  | 3       |
| 35  | Islandia      | 8.375  | 3       |
| 36  | Finlandia     | 7.650  | 3       |
| 37  | Albania       | 6.625  | 3       |

| Lp. | Federacja            | Współ. | Drużyny |
| --- | -------------------- | ------ | ------- |
| 38  | Irlandia             | 6.575  | 3       |
| 39  | Bośnia i Hercegowina | 6.500  | 3       |
| 40  | Gruzja               | 6.375  | 3       |
| 41  | Łotwa                | 6.125  | 3       |
| 42  | Macedonia            | 5.625  | 3       |
| 43  | Estonia              | 5.250  | 3       |
| 44  | Czarnogóra           | 5.250  | 3       |
| 45  | Armenia              | 5.125  | 3       |
| 46  | Luksemburg           | 4.875  | 3       |
| 47  | Irlandia Północna    | 4.500  | 3       |
| 48  | Litwa                | 4.125  | 3       |
| 49  | Malta                | 4.000  | 3       |
| 50  | Walia                | 3.875  | 3       |
| 51  | Wyspy Owcze          | 3.500  | 3       |
| 52  | Gibraltar            | 2.500  | 2       |
| 53  | Andora               | 1.165  | 2       |
| 54  | San Marino           | 0.333  | 2       |
| 55  | Kosowo               | 0.000  | 1       |

## Szczegółowy podział miejsc
Poniższa tablica pokazuje listę szczegółowego podziału miejsc
|                                       |                                     | Drużyny rozpoczynające udział | Zwycięzcy poprzedniej rundy                                                                                             | Drużyny przeniesione z Ligi Mistrzów |
| ------------------------------------- | ----------------------------------- | --- | --- | --- |
| Runda wstępna (14 drużyn)             | Runda wstępna (14 drużyn)           | - 4 drużyny – zdobywcy pucharów federacji z miejsc 52–55 - 6 drużyn – wicemistrzowie lig federacji z miejsc 49–54 - 4 drużyny – trzeci zespół federacji z miejsc 48–51 | | |
| I runda kwalifikacyjna (94 drużyny)   | I runda kwalifikacyjna (94 drużyny) | - 26 drużyn – zdobywcy pucharów federacji z miejsc 26–51 - 30 drużyn – wicemistrzowie lig federacji z miejsc 18–48 (poza Liechtensteinem) - 31 drużyn – trzeci zespół federacji z miejsc 16–47 (poza Liechtensteinem) | - 7 drużyn – zwycięzcy Rundy wstępnej                                                                                   | |
| II runda kwalifikacyjna (92 drużyny)  | ścieżka mistrzowska (18 drużyn)     | | | - 15 drużyn – przegrani I rundy kwalifikacji Ligi Mistrzów - 3 drużyny – przegrani rundy wstępnej kwalifikacji Ligi Mistrzów |
| II runda kwalifikacyjna (92 drużyny)  | ścieżka ligowa (74 drużyn)          | - 7 drużyn – zdobywcy pucharów federacji z miejsc 19–25 - 2 drużyny – wicemistrzowie lig federacji z miejsc 16–17 - 3 drużyny – trzeci zespół federacji z miejsc 13–15 - 9 drużyn – czwarty zespół federacji z miejsc 7–15 - 2 drużyny – piąty zespół federacji z miejsc 5–6 - 4 drużyny – szósty zespół federacji z miejsc 1–4 | - 47 drużyn – zwycięzcy I rundy kwalifikacji                                                                            | |
| III runda kwalifikacyjna (72 drużyny) | ścieżka mistrzowska (20 drużyn)     | | - 9 drużyn – zwycięzcy II rundy kwalifikacji w ścieżce mistrzowskiej                                                    | - 1 drużyna – przegrany I rundy kwalifikacji Ligi Mistrzów - 10 drużyn – przegrani II rundy kwalifikacji Ligi Mistrzów w ścieżce mistrzowskiej                                                                                     |
| III runda kwalifikacyjna (72 drużyny) | ścieżka ligowa (52 drużyny)         | - 6 drużyn – zdobywcy pucharów federacji z miejsc 13–18 - 6 drużyn – trzeci zespół federacji z miejsc 7–12 - 1 drużyna – czwarty zespół federacji z miejsca 6 | - 37 drużyn – zwycięzcy II rundy kwalifikacji w ścieżce ligowej                                                         | - 2 drużyny – przegrani II rundy kwalifikacji Ligi Mistrzów w ścieżce ligowej |
| Runda play-off (42 drużyny)           | ścieżka mistrzowska (16 drużyn)     | | - 10 drużyn – zwycięzcy III rundy kwalifikacji w ścieżce mistrzowskiej                                                  | - 6 drużyn – przegrani III rundy kwalifikacji Ligi Mistrzów w ścieżce mistrzowskiej |
| Runda play-off (42 drużyny)           | ścieżka ligowa (26 drużyn)          | | - 26 drużyn – zwycięzcy III rundy kwalifikacji w ścieżce ligowej                                                        | |
| Faza grupowa (48 drużyn)              | Faza grupowa (48 drużyn)            | - 12 drużyn – zdobywców pucharów federacji z miejsc 1–12 - 1 drużyna – czwarty zespół federacji z miejsca 5 - 4 drużyny – piąty zespół federacji z miejsc 1-4 | - 8 drużyny – zwycięzcy rundy play-off w ścieżce mistrzowskiej - 13 drużyn – zwycięzcy rundy play-off w ścieżce ligowej | - 4 drużyny – przegrani rundy play-off Ligi Mistrzów w ścieżce mistrzowskiej - 2 drużyny – przegrani rundy play-off Ligi Mistrzów w ścieżce ligowej - 4 drużyny – przegrani III rundy kwalifikacji Ligi Mistrzów w ścieżce ligowej |
| Faza pucharowa (32 drużyny)           | Faza pucharowa (32 drużyny)         | | - 12 drużyn – zwycięzcy grup w fazie grupowej - 12 drużyn – wicemistrzowie grup w fazie grupowej                        | - 8 drużyn – zdobywcy trzecich miejsc w fazie grupowej Ligi Mistrzów |

## Uczestnicy
Wykaz rundy dla zespołów z danego miejsca w danej lidze
Oznaczenia:
- L2, L3, L4, L5, L6 – drużyny, który zajęły odpowiednie miejsca w ligach krajowych,
- PK – zdobywca pucharu krajowego,
- PL – zdobywca pucharu ligi,
- P-O – drużyny, które awansowały z play-offów w swoich ligach,
- SZ – drużyny, które awansowały poprzez zwycięstwo w sezonie zasadniczym,
- LM4M – drużyny, które przegrały swoje mecze w rundzie play-off Ligi Mistrzów dla mistrzów,
- LM4L – drużyny, które przegrały swoje mecze w rundzie play-off Ligi Mistrzów dla niemistrzów,
- LM3M – drużyny, które przegrały swoje mecze w III rundzie kwalifikacji Ligi Mistrzów dla mistrzów,
- LM3L – drużyny, które przegrały swoje mecze w III rundzie kwalifikacji Ligi Mistrzów dla niemistrzów,
- LM2M – drużyny, które przegrały swoje mecze w II rundzie kwalifikacji Ligi Mistrzów dla mistrzów,
- LM2L – drużyny, które przegrały swoje mecze w II rundzie kwalifikacji Ligi Mistrzów dla niemistrzów,
- LM1 – drużyny, które przegrały swoje mecze w I rundzie kwalifikacji Ligi Mistrzów,
- LM RW – drużyny, które przegrały swoje mecze w rundzie wstępnej kwalifikacji Ligi Mistrzów,
- LM FG – drużyny, które zajęły trzecie miejsca w swoich grupach w fazie grupowej Ligi Mistrzów,

| Faza pucharowa            | Faza pucharowa           | Faza pucharowa            | Faza pucharowa                 |
| ------------------------- | ------------------------ | ------------------------- | ------------------------------ |
| Club Brugge (LM FG)       | Napoli (LM FG)           | SL Benfica (LM FG)        | Viktoria Pilzno (LM FG)        |
| Inter Mediolan (LM FG)    | Galatasaray SK (LM FG)   | Szachtar Donieck (LM FG)  | Valencia CF (LM FG)            |
| Faza grupowa              |                          |                           |                                |
| Villarreal CF (L5)        | Milan (L6)               | Akhisar Belediyespor (PK) | Dynamo Kijów (LM4L)            |
| Real Betis (L6)           | Olympique Marsylia (L4)  | FK Jablonec (L3)          | PAOK FC (LM4L)                 |
| Eintracht Frankfurt (PK)  | Stade Rennes (L5)        | FC Zürich (PK)            | BATE Borysów (LM4M)            |
| Bayer Leverkusen (L5)     | FK Krasnodar (L4)        | Standard Liège (LM3L)     | Red Bull Salzburg (LM4M)       |
| Chelsea (L5)              | Sporting CP (L3)         | Fenerbahçe SK (LM3L)      | MOL Vidi FC (LM4M)             |
| Arsenal (L6)              | Worskła Połtawa (L3)     | Slavia Praga (LM3L)       | Dinamo Zagrzeb (LM4M)          |
| Lazio (L5)                | RSC Anderlecht (L3)      | Spartak Moskwa (LM3L)     |                                |
| Runda play-off            |                          |                           |                                |
| dla mistrzów              | dla mistrzów             | dla niemistrzów           | dla niemistrzów                |
| Celtic (LM3M)             | Qarabağ FK (LM3M)        |                           |                                |
| Szkendija Tetowo (LM3M)   | FK Astana (LM3M)         |                           |                                |
| Spartak Trnawa (LM3M)     | Malmö FF (LM3M)          |                           |                                |
| III runda kwalifikacyjna  |                          |                           |                                |
| dla mistrzów              | dla mistrzów             | dla niemistrzów           | dla niemistrzów                |
| Cork City (LM1)           | Sūduva Mariampol (LM2M)  | Zenit Petersburg (L5)     | Olympiakos SFP (L3)            |
| FC Midtjylland (LM2M)     | HJK Helsinki (LM2M)      | SC Braga (L4)             | Rapid Wiedeń (L3)              |
| Łudogorec Razgrad (LM2M)  | Sheriff Tyraspol (LM2M)  | Zoria Ługańsk (L4)        | HNK Rijeka (L2)                |
| Kukësi (LM2M)             | Legia Warszawa (LM2M)    | KAA Gent (L4)             | CS Universitatea Craiova (PK)  |
| CFR Cluj (LM2M)           | Rosenborg BK (LM2M)      | İstanbul Başakşehir (L3)  | Brøndby IF (PK)                |
| Hapoel Beer Szewa (LM2M)  |                          | Sigma Ołomuniec (L4)      | FC Basel (LM2L)                |
|                           |                          | FC Luzern (L3)            | Sturm Graz (LM2L)              |
| Feyenoord (PK)            |                          |                           |                                |
| II runda kwalifikacyjna   |                          |                           |                                |
| dla mistrzów              | dla mistrzów             | dla niemistrzów           | dla niemistrzów                |
| FC Santa Coloma (LM RW)   | Víkingur Gøta (LM1)      | Sevilla FC (L7)           | PAE Atromitos (L4)             |
| SP La Fiorita (LM RW)     | Crusaders F.C. (LM1)     | RB Lipsk (L6)             | Asteras Tripolis (L5)          |
| Lincoln Red Imps (LM RW)  | Valur (LM1)              | Burnley (L7)              | LASK Linz (L4)                 |
| Torpedo Kutaisi (LM1)     | Valletta FC (LM1)        | Atalanta (L7)             | Admira Wacker (L5)             |
| The New Saints F.C. (LM1) | Flora Tallinn (LM1)      | Girondins Bordeaux (L6)   | Hajduk Split(L3)               |
| APOEL Nikozja (LM1)       | Spartaks Jūrmala (LM1)   | FK Ufa (L6)               | Steaua Bukareszt (L2)          |
| Olimpija Lublana (LM1)    | Alaszkert (LM1)          | Rio Ave FC (L5)           | Dynama Brześć (PK)             |
| F91 Dudelange (LM1)       | Zrinjski Mostar (LM1)    | FK Mariupol (L5)          | Jagiellonia Białystok (L2)     |
| Drita Gnjilane (LM1)      | Sutjeska Nikšić (LM1)    | KRC Genk (P-O)            | Djurgårdens IF (PK)            |
|                           |                          | Beşiktaş JK (L4)          | Hapoel Hajfa (PK)              |
| Sparta Praga (L5)         | Aberdeen (L2)            |                           |                                |
| FC Sankt Gallen (L4)      | AEK Larnaka (PK)         |                           |                                |
| AZ Alkmaar (L3)           | Lillestrøm SK (PK)       |                           |                                |
| Vitesse (P-O)             |                          |                           |                                |
| I runda kwalifikacyjna    |                          |                           |                                |
| NK Osijek (L4)            | CSKA Sofia (L2)          | Stjarnan (L2)             | KF Shkupi (L4)                 |
| Viitorul Constanța (L4)   | Lewski Sofia(P-O)        | FH (L3)                   | Tallinna FCI Levadia (PK)      |
| FC Nordsjælland (L3)      | Partizan Belgrad (PK)    | KuPS Kuopio (L2)          | Nõmme Kalju (L3)               |
| FC Kopenhaga (P-O)        | Radnički Niš (L3)        | Tampereen Ilves (L3)      | JK Narva Trans (L5)            |
| Dynama Mińsk (L2)         | Spartak Subotica (L4)    | FC Lahti (L4)             | OFK Titograd (PK)              |
| Szachcior Soligorsk (L3)  | Kajrat Ałmaty (PK)       | Luftëtari(L3)             | Budućnost Podgorica (L2)       |
| Lech Poznań (L3)          | Irtysz Pawłodar (L4)     | KF Laçi (L4)              | Rudar Pljevlja (L6)            |
| Górnik Zabrze (L4)        | Toboł Kustanaj (L5)      | Partizani Tirana (L5)     | Gandzasar Kapan (PK)           |
| AIK Fotboll (L2)          | Rudar Velenje (L4)       | Dundalk F.C. (L2)         | Bananc Erywań (L2)             |
| BK Häcken (L4)            | NK Maribor (L2)          | Shamrock Rovers (L3)      | Piunik Erywań (L5)             |
| Maccabi Tel Awiw (L2)     | NK Domžale (L3)          | Derry City (L4)           | Racing FC (PK)                 |
| Beitar Jerozolima (L3)    | Slovan Bratysława (PK)   | FK Željezničar (PK)       | Progrès Niedercorn (L2)        |
| Rangers (L3)              | DAC Dunajská Streda (L3) | FK Sarajevo (L2)          | Fola Esch (L3)                 |
| Hibernian (L4)            | AS Trenczyn (P-O)        | NK Široki Brijeg (L3)     | Coleraine F.C. (PK)            |
| Apollon Limassol (L2)     | FC Vaduz (PK)            | Czichura Saczchere (PK)   | Glenavon F.C. (L3)             |
| Anorthosis Famagusta (L3) | Újpest FC (PK)           | Dinamo Tbilisi (L2)       | Cliftonville F.C. (P-O)        |
| Molde FK (L2)             | Ferencvárosi TC (L2)     | SK Samtredia (L3)         | Stumbras Kowno (PK)            |
| Sarpsborg 08 (L3)         | Budapest Honvéd FC (L4)  | FK Liepāja (PK)           | Žalgiris Wilno (L2)            |
| Keşlə Baku (PK)           | Milsami Orgiejów (PK)    | Riga FC (L3)              | Balzan Youths (L2)             |
| FK Qəbələ (L2)            | Petrocub Hîncești (L3)   | FK Ventspils (L4)         | Connah’s Quay Nomads F.C. (PK) |
| Neftçi PFK (L3)           | Zaria Bielce (L5)        | Wardar Skopje (L2)        | NSÍ Runavík (PK)               |
| Sławia Sofia (PK)         | ÍB Vestmannaeyja (PK)    | Rabotniczki Skopje (L3)   |                                |
| Runda wstępna             |                          |                           |                                |
| FK Trakai (L3)            | Cefn Druids (P-O)        | St Joseph’s (L3)          | SP Tre Fiori (L3)              |
| Gżira United (L3)         | KÍ Klaksvík (L2)         | UE Engordany (L2)         | Prishtina (PK)                 |
| Birkirkara FC (L4)        | B36 Tórshavn (L3)        | UE Sant Julià (L3)        |                                |
| Bala Town (L4)            | Europa FC (PK)           | SS Folgore/Falciano (L2)  |                                |

## Terminarz
Losowania każdej rundy odbywać się będą w siedzibie UEFA w Nyonie, w Szwajcarii.
| Faza           | Runda                         | Data losowania            | Pierwszy mecz                           | Rewanż                                  |
| -------------- | ----------------------------- | ------------------------- | --------------------------------------- | --------------------------------------- |
| Kwalifikacje   | Runda wstępna                 | 12 czerwca 2018           | 28 czerwca 2018                         | 5 lipca 2018                            |
| Kwalifikacje   | Pierwsza runda kwalifikacyjna | 19 czerwca 2018           | 12 lipca 2018                           | 19 lipca 2018                           |
| Kwalifikacje   | Druga runda kwalifikacyjna    | 19 czerwca 2018           | 26 lipca 2018                           | 2 sierpnia 2018                         |
| Kwalifikacje   | Trzecia runda kwalifikacyjna  | 23 lipca 2018             | 9 sierpnia 2018                         | 16 sierpnia 2018                        |
| Play-off       | Play-off                      | 6 sierpnia 2018           | 23 sierpnia 2018                        | 30 sierpnia 2018                        |
| Faza grupowa   | Kolejka 1                     | 31 sierpnia 2018 (Monako) | 20 września 2018                        | 20 września 2018                        |
| Faza grupowa   | Kolejka 2                     | 31 sierpnia 2018 (Monako) | 4 października 2018                     | 4 października 2018                     |
| Faza grupowa   | Kolejka 3                     | 31 sierpnia 2018 (Monako) | 25 października 2018                    | 25 października 2018                    |
| Faza grupowa   | Kolejka 4                     | 31 sierpnia 2018 (Monako) | 8 listopada 2018                        | 8 listopada 2018                        |
| Faza grupowa   | Kolejka 5                     | 31 sierpnia 2018 (Monako) | 29 listopada 2018                       | 29 listopada 2018                       |
| Faza grupowa   | Kolejka 6                     | 31 sierpnia 2018 (Monako) | 13 grudnia 2018                         | 13 grudnia 2018                         |
| Faza pucharowa | 1/16 finału                   | 17 grudnia 2018           | 14 lutego 2019                          | 21 lutego 2019                          |
| Faza pucharowa | 1/8 finału                    | 22 lutego 2019            | 7 marca 2019                            | 14 marca 2019                           |
| Faza pucharowa | Ćwierćfinały                  | 15 marca 2019             | 11 kwietnia 2019                        | 18 kwietnia 2019                        |
| Faza pucharowa | Półfinały                     | 15 marca 2019             | 2 maja 2019                             | 9 maja 2019                             |
| Faza pucharowa | Finał                         | 15 marca 2019             | 29 maja 2019 (Stadion Olimpijski, Baku) | 29 maja 2019 (Stadion Olimpijski, Baku) |

## Faza kwalifikacyjna

### Runda wstępna
Do startu w rundzie wstępnej kwalifikacji uprawnionych było 14 drużyn, z czego 7 było rozstawionych.
| Drużyna 1                            | Wynik dwumeczu | Drużyna 2           | Pierwszy mecz | Drugi mecz  |
| ------------------------------------ | -------------- | ------------------- | ------------- | ----------- |
| Europa FC                            | 1:6            | Prishtina           | 1:1           | 0:5         |
| UE Sant Julià                        | 1:4            | Gżira United        | 0:2           | 1:2         |
| UE Engordany                         | 3:2            | SS Folgore/Falciano | 2:1           | 1:1         |
| B36 Tórshavn                         | 2:2 (k. 4:2)   | St Joseph’s         | 1:1           | 1:1 (dogr.) |
| Birkirkara FC                        | 2:3            | KÍ Klaksvík         | 1:1           | 1:2         |
| SP Tre Fiori                         | 3:1            | Bala Town           | 3:0           | 0:1         |
| Cefn Druids                          | 1:2            | FK Trakai           | 1:1           | 0:1         |
| Po lewej gospodarz pierwszego meczu. |                |                     |               |             |

### I runda kwalifikacyjna
Do startu w I rundzie kwalifikacyjnej uprawnione były 94 drużyny (7 z poprzedniej rundy), z czego 47 było rozstawionych.
| Drużyna 1                            | Wynik dwumeczu | Drużyna 2           | Pierwszy mecz | Drugi mecz  |
| ------------------------------------ | -------------- | ------------------- | ------------- | ----------- |
| Stjarnan                             | 3:1            | Nõmme Kalju         | 3:0           | 0:1         |
| Tampereen Ilves                      | 1:3            | Sławia Sofia        | 0:1           | 1:2         |
| KÍ Klaksvík                          | 2:3            | Žalgiris Wilno      | 1:2           | 1:1         |
| Fola Esch                            | 0:0 (k. 5:4)   | Prishtina           | 0:0           | 0:0 (dogr.) |
| Glenavon F.C.                        | 3:6            | Molde FK            | 2:1           | 1:5         |
| DAC Dunajská Streda                  | 3:2            | Dinamo Tbilisi      | 1:1           | 2:1         |
| Stumbras Kowno                       | 1:2            | Apollon Limassol    | 1:0           | 0:2         |
| NK Široki Brijeg                     | 3:3 (br. wyj.) | NK Domžale          | 2:2           | 1:1         |
| Rangers                              | 2:0            | KF Shkupi           | 2:0           | 0:0         |
| FK Qəbələ                            | 1:2            | Progrès Niedercorn  | 0:2           | 1:0         |
| Racing FC                            | 0:2            | Viitorul Constanța  | 0:2           | 0:0         |
| SK Samtredia                         | 0:3            | Toboł Kustanaj      | 0:1           | 0:2         |
| Partizani Tirana                     | 0:3            | NK Maribor          | 0:1           | 0:2         |
| Neftçi PFK                           | 3:5            | Újpest FC           | 3:1           | 0:4         |
| Budućnost Podgorica                  | 1:3            | AS Trenczyn         | 0:2           | 1:1         |
| Derry City                           | 1:4            | Dynama Mińsk        | 0:2           | 1:2         |
| B36 Tórshavn                         | 2:1            | OFK Titograd        | 0:0           | 2:1         |
| Górnik Zabrze                        | 2:1            | Zaria Bielce        | 1:0           | 1:1         |
| Spartak Subotica                     | 3:1            | Coleraine F.C.      | 1:1           | 2:0         |
| Piunik Erywań                        | 3:0            | Wardar Skopje       | 1:0           | 2:0         |
| Shamrock Rovers                      | 1:2            | AIK Fotboll         | 0:1           | 1:1 (dogr.) |
| Connah’s Quay Nomads F.C.            | 1:5            | Szachcior Soligorsk | 1:3           | 0:2         |
| FC Lahti                             | 0:3            | FH                  | 0:3           | 0:0         |
| FK Ventspils                         | 8:3            | Luftëtari           | 5:0           | 3:3         |
| Cliftonville F.C.                    | 1:3            | FC Nordsjælland     | 0:1           | 1:2         |
| Bananc Erywań                        | 1:5            | FK Sarajevo         | 1:2           | 0:3         |
| UE Engordany                         | 1:10           | Kajrat Ałmaty       | 0:3           | 1:7         |
| Petrocub Hîncești                    | 2:3            | NK Osijek           | 1:1           | 1:2         |
| Anorthosis Famagusta                 | 2:2 (br. wyj.) | KF Laçi             | 2:1           | 0:1         |
| Ferencvárosi TC                      | 1:2            | Maccabi Tel Awiw    | 1:1           | 0:1         |
| Balzan Youths                        | 5:3            | Keşlə Baku          | 4:1           | 1:2         |
| Rabotniczki Skopje                   | 2:5            | Budapest Honvéd FC  | 2:1           | 0:4         |
| Rudar Pljevlja                       | 0:6            | Partizan Belgrad    | 0:3           | 0:3         |
| CSKA Sofia                           | 1:1 (k. 5:3)   | Riga FC             | 1:0           | 0:1 (dogr.) |
| Milsami Orgiejów                     | 2:9            | Slovan Bratysława   | 2:4           | 0:5         |
| Radnički Niš                         | 5:0            | Gżira United FC     | 4:0           | 1:0         |
| Lech Poznań                          | 3:2            | Gandzasar Kapan     | 2:0           | 1:2         |
| Czichura Saczchere                   | 2:1            | Beitar Jerozolima   | 0:0           | 2:1         |
| FC Vaduz                             | 3:3 (br. wyj.) | Lewski Sofia        | 1:0           | 2:3         |
| JK Narva Trans                       | 1:5            | FK Željezničar      | 0:2           | 1:3         |
| FK Trakai                            | 1:0            | Irtysz Pawłodar     | 0:0           | 1:0         |
| Hibernian                            | 12:5           | NSÍ Runavík         | 6:1           | 6:4         |
| Rudar Velenje                        | 10:0           | SP Tre Fiori        | 7:0           | 3:0         |
| Tallinna FCI Levadia                 | 1:3            | Dundalk F.C.        | 0:1           | 1:2         |
| ÍB Vestmannaeyja                     | 0:6            | Sarpsborg 08        | 0:4           | 0:2         |
| KuPS Kuopio                          | 1:2            | FC Kopenhaga        | 0:1           | 1:1         |
| FK Liepāja                           | 3:4            | BK Häcken           | 0:3           | 2:1         |
| Po lewej gospodarz pierwszego meczu. |                |                     |               |             |

### II runda kwalifikacyjna
Od tej rundy turniej kwalifikacyjny został podzielony na 2 części – ścieżkę mistrzowską i ścieżkę ligową:
- do startu w II rundzie kwalifikacyjnej w ścieżce mistrzowskiej uprawnionych było 18 drużyn (15 z I rundy kwalifikacji Ligi Mistrzów[a] i 3 z rundy wstępnej kwalifikacji Ligi Mistrzów), z czego 9 było rozstawionych;
- do startu w II rundzie kwalifikacyjnej w ścieżce ligowej uprawnione były 74 drużyny (47 z poprzedniej rundy), z czego 37 było rozstawionych.

| Drużyna 1                            | Wynik dwumeczu      | Drużyna 2           | Pierwszy mecz       | Drugi mecz          |                     |
| Ścieżka mistrzowska                  | Ścieżka mistrzowska | Ścieżka mistrzowska | Ścieżka mistrzowska | Ścieżka mistrzowska | Ścieżka mistrzowska |
| ------------------------------------ | ------------------- | ------------------- | ------------------- | ------------------- | ------------------- |
| The New Saints F.C.                  | 3:2                 | Lincoln Red Imps    | 2:1                 | 1:1                 |                     |
| Torpedo Kutaisi                      | 7:0                 | Víkingur Gøta       | 3:0                 | 4:0                 |                     |
| Zrinjski Mostar                      | 3:2                 | Valletta FC         | 1:1                 | 2:1                 |                     |
| FC Santa Coloma                      | 1:3                 | Valur               | 1:0                 | 0:3                 |                     |
| Sutjeska Nikšić                      | 0:1                 | Alaszkert           | 0:1                 | 0:0                 |                     |
| F91 Dudelange                        | 3:2                 | Drita Gnjilane      | 2:1                 | 1:1                 |                     |
| Spartaks Jūrmala                     | 9:0                 | SP La Fiorita       | 6:0                 | 3:0                 |                     |
| APOEL Nikozja                        | 5:2                 | Flora Tallinn       | 5:0                 | 0:2                 |                     |
| Olimpija Lublana                     | 6:2                 | Crusaders F.C.      | 5:1                 | 1:1                 |                     |
| Ścieżka ligowa                       |                     |                     |                     |                     |                     |
| Molde FK                             | 5:0                 | KF Laçi             | 3:0                 | 2:0                 |                     |
| Atalanta                             | 10:2                | FK Sarajevo         | 2:2                 | 8:0                 |                     |
| Žalgiris Wilno                       | 2:1                 | FC Vaduz            | 1:0                 | 1:1                 |                     |
| Kajrat Ałmaty                        | 3:2                 | AZ Alkmaar          | 2:0                 | 1:2                 |                     |
| Aberdeen                             | 2:4                 | Burnley             | 1:1                 | 1:3 (dogr.)         |                     |
| Partizan Belgrad                     | 2:1                 | FK Trakai           | 1:0                 | 1:1                 |                     |
| Balzan Youths                        | 3:4                 | Slovan Bratysława   | 2:1                 | 1:3                 |                     |
| FC Nordsjælland                      | 2:0                 | AIK Fotboll         | 1:0                 | 1:0                 |                     |
| Rudar Velenje                        | 0:6                 | Steaua Bukareszt    | 0:2                 | 0:4                 |                     |
| Hapoel Hajfa                         | 2:1                 | FH                  | 1:1                 | 1:0                 |                     |
| Dundalk F.C.                         | 0:4                 | AEK Larnaka         | 0:0                 | 0:4                 |                     |
| Górnik Zabrze                        | 1:5                 | AS Trenczyn         | 0:1                 | 1:4                 |                     |
| Maccabi Tel Awiw                     | 4:2                 | Radnički Niš        | 2:0                 | 2:2                 |                     |
| CSKA Sofia                           | 6:1                 | Admira Wacker       | 3:0                 | 3:1                 |                     |
| Spartak Subotica                     | 3:2                 | Sparta Praga        | 2:0                 | 1:2                 |                     |
| RB Lipsk                             | 5:1                 | BK Häcken           | 4:0                 | 1:1                 |                     |
| Stjarnan                             | 0:7                 | FC Kopenhaga        | 0:2                 | 0:5                 |                     |
| FK Ufa                               | 1:1 (br. wyj.)      | NK Domžale          | 0:0                 | 1:1                 |                     |
| Toboł Kustanaj                       | 2:2 (br. wyj.)      | Piunik Erywań       | 2:1                 | 0:1                 |                     |
| Jagiellonia Białystok                | 5:4                 | Rio Ave FC          | 1:0                 | 4:4                 |                     |
| LASK Linz                            | 6:1                 | Lillestrøm SK       | 4:0                 | 2:1                 |                     |
| Budapest Honvéd FC                   | 1:2                 | Progrès Niedercorn  | 1:0                 | 0:2                 |                     |
| NK Osijek                            | 1:2                 | Rangers             | 0:1                 | 1:1                 |                     |
| B36 Tórshavn                         | 0:8                 | Beşiktaş JK         | 0:2                 | 0:6                 |                     |
| DAC Dunajská Streda                  | 2:7                 | Dynama Mińsk        | 1:3                 | 1:4                 |                     |
| FK Ventspils                         | 1:3                 | Girondins Bordeaux  | 0:1                 | 1:2                 |                     |
| FK Željezničar                       | 2:5                 | Apollon Limassol    | 1:2                 | 1:3                 |                     |
| Viitorul Constanța                   | 3:5                 | Vitesse             | 2:2                 | 1:3                 |                     |
| FC Sankt Gallen                      | 2:2 (br. wyj.)      | Sarpsborg 08        | 2:1                 | 0:1                 |                     |
| Dynama Brześć                        | 5:4                 | PAE Atromitos       | 4:3                 | 1:1                 |                     |
| Sevilla FC                           | 7:1                 | Újpest FC           | 4:0                 | 3:1                 |                     |
| Szachcior Soligorsk                  | 2:4                 | Lech Poznań         | 1:1                 | 1:3 (dogr.)         |                     |
| Hibernian                            | 4:3                 | Asteras Tripolis    | 3:2                 | 1:1                 |                     |
| Czichura Saczchere                   | 0:2                 | NK Maribor          | 0:0                 | 0:2                 |                     |
| KRC Genk                             | 9:1                 | Fola Esch           | 5:0                 | 4:1                 |                     |
| Djurgårdens IF                       | 2:3                 | FK Mariupol         | 1:1                 | 1:2 (dogr.)         |                     |
| Hajduk Split                         | 4:2                 | Sławia Sofia        | 1:0                 | 3:2                 |                     |
| Po lewej gospodarz pierwszego meczu. |                     |                     |                     |                     |                     |

### III runda kwalifikacyjna
W tej rundzie kwalifikacji utrzymany został podział na 2 ścieżki – mistrzowską i ligową:
- do startu w III rundzie kwalifikacyjnej w ścieżce mistrzowskiej uprawnionych było 20 drużyn (9 z poprzedniej rundy, 1 przegrany z I rundy kwalifikacji Ligi Mistrzów i 10 z II rundy kwalifikacji Ligi Mistrzów w ścieżce mistrzowskiej), z czego 10 było rozstawionych;
- do startu w III rundzie kwalifikacyjnej w ścieżce ligowej uprawnione były 52 drużyny (37 z poprzedniej rundy i 2 z II rundy kwalifikacji Ligi Mistrzów w ścieżce ligowej), z czego 26 było rozstawionych.

| Drużyna 1                            | Wynik dwumeczu      | Drużyna 2                | Pierwszy mecz       | Drugi mecz          |                     |
| Ścieżka mistrzowska                  | Ścieżka mistrzowska | Ścieżka mistrzowska      | Ścieżka mistrzowska | Ścieżka mistrzowska | Ścieżka mistrzowska |
| ------------------------------------ | ------------------- | ------------------------ | ------------------- | ------------------- | ------------------- |
| Łudogorec Razgrad                    | 2:1                 | Zrinjski Mostar          | 1:0                 | 1:1                 |                     |
| Legia Warszawa                       | 3:4                 | F91 Dudelange            | 1:2                 | 2:2                 |                     |
| Alaszkert                            | 0:7                 | CFR Cluj                 | 0:2                 | 0:5                 |                     |
| Olimpija Lublana                     | 7:1                 | HJK Helsinki             | 3:0                 | 4:1                 |                     |
| Sheriff Tyraspol                     | 2:2 (br. wyj.)      | Valur                    | 1:0                 | 1:2                 |                     |
| Cork City                            | 0:5                 | Rosenborg BK             | 0:2                 | 0:3                 |                     |
| Spartaks Jūrmala                     | 0:1                 | Sūduva Mariampol         | 0:1                 | 0:0                 |                     |
| The New Saints F.C.                  | 1:5                 | FC Midtjylland           | 0:2                 | 1:3                 |                     |
| Hapoel Beer Szewa                    | 3:5                 | APOEL Nikozja            | 2:2                 | 1:3                 |                     |
| Torpedo Kutaisi                      | 5:4                 | Kukësi                   | 5:2                 | 0:2                 |                     |
| Ścieżka ligowa                       |                     |                          |                     |                     |                     |
| Piunik Erywań                        | 1:2                 | Maccabi Tel Awiw         | 0:0                 | 1:2                 |                     |
| Dynama Mińsk                         | 5:8                 | Zenit Petersburg         | 4:0                 | 1:8 (dogr.)         |                     |
| Sturm Graz                           | 0:7                 | AEK Larnaka              | 0:2                 | 0:5                 |                     |
| Sarpsborg 08                         | 2:1                 | HNK Rijeka               | 1:1                 | 1:0                 |                     |
| İstanbul Başakşehir                  | 0:1                 | Burnley                  | 0:0                 | 0:1 (dogr.)         |                     |
| Zoria Ługańsk                        | 3:3 (br. wyj.)      | SC Braga                 | 1:1                 | 2:2                 |                     |
| Hapoel Hajfa                         | 1:6                 | Atalanta                 | 1:4                 | 0:2                 |                     |
| KRC Genk                             | 4:1                 | Lech Poznań              | 2:0                 | 2:1                 |                     |
| Vitesse                              | 0:2                 | FC Basel                 | 0:1                 | 0:1                 |                     |
| FC Nordsjælland                      | 3:5                 | Partizan Belgrad         | 1:2                 | 2:3                 |                     |
| Hibernian                            | 0:3                 | Molde FK                 | 0:0                 | 0:3                 |                     |
| Hajduk Split                         | 1:2                 | Steaua Bukareszt         | 0:0                 | 1:2                 |                     |
| Sevilla FC                           | 6:0                 | Žalgiris Wilno           | 1:0                 | 5:0                 |                     |
| Sigma Ołomuniec                      | 4:1                 | Kajrat Ałmaty            | 2:0                 | 2:1                 |                     |
| Slovan Bratysława                    | 2:5                 | Rapid Wiedeń             | 2:1                 | 0:4                 |                     |
| FK Mariupol                          | 2:5                 | Girondins Bordeaux       | 1:3                 | 1:2                 |                     |
| CSKA Sofia                           | 2:4                 | FC Kopenhaga             | 1:2                 | 1:2                 |                     |
| Olympiakos SFP                       | 7:1                 | FC Luzern                | 4:0                 | 3:1                 |                     |
| Rangers                              | 3:1                 | NK Maribor               | 3:1                 | 0:0                 |                     |
| AS Trenczyn                          | 5:1                 | Feyenoord                | 4:0                 | 1:1                 |                     |
| Jagiellonia Białystok                | 1:4                 | KAA Gent                 | 0:1                 | 1:3                 |                     |
| Spartak Subotica                     | 1:4                 | Brøndby IF               | 0:2                 | 1:2                 |                     |
| FK Ufa                               | 4:3                 | Progrès Niedercorn       | 2:1                 | 2:2                 |                     |
| Beşiktaş JK                          | 2:2 (br. wyj.)      | LASK Linz                | 1:0                 | 1:2                 |                     |
| Apollon Limassol                     | 4:1                 | Dynama Brześć            | 4:0                 | 0:1                 |                     |
| RB Lipsk                             | 4:2                 | CS Universitatea Craiova | 3:1                 | 1:1                 |                     |
| Po lewej gospodarz pierwszego meczu. |                     |                          |                     |                     |                     |

### Runda play-off
W tej rundzie kwalifikacji utrzymany został podział na 2 ścieżki – mistrzowską i ligową:
- do startu w rundzie play-off w ścieżce mistrzowskiej uprawnionych było 16 drużyn (10 z poprzedniej rundy i 6 z III rundy kwalifikacji Ligi Mistrzów w ścieżce mistrzowskiej), z czego 8 było rozstawionych;
- do startu w rundzie play-off w ścieżce ligowej uprawnionych było 26 drużyn (wszyscy zwycięzcy z poprzedniej rundy), z czego 13 było rozstawionych.

| Drużyna 1                            | Wynik dwumeczu      | Drużyna 2           | Pierwszy mecz       | Drugi mecz          |                     |
| Ścieżka mistrzowska                  | Ścieżka mistrzowska | Ścieżka mistrzowska | Ścieżka mistrzowska | Ścieżka mistrzowska | Ścieżka mistrzowska |
| ------------------------------------ | ------------------- | ------------------- | ------------------- | ------------------- | ------------------- |
| Olimpija Lublana                     | 1:3                 | Spartak Trnawa      | 0:2                 | 1:1                 |                     |
| APOEL Nikozja                        | 1:1 (k. 1:2)        | FK Astana           | 1:0                 | 0:1 (dogr.)         |                     |
| Rosenborg BK                         | 5:1                 | Szkendija Tetowo    | 3:1                 | 2:0                 |                     |
| F91 Dudelange                        | 5:2                 | CFR Cluj            | 2:0                 | 3:2                 |                     |
| Sūduva Mariampol                     | 1:4                 | Celtic              | 1:1                 | 0:3                 |                     |
| Sheriff Tyraspol                     | 1:3                 | Qarabağ FK          | 1:0                 | 0:3                 |                     |
| Malmö FF                             | 4:2                 | FC Midtjylland      | 2:2                 | 2:0                 |                     |
| Torpedo Kutaisi                      | 0:5                 | Łudogorec Razgrad   | 0:1                 | 0:4                 |                     |
| Ścieżka ligowa                       |                     |                     |                     |                     |                     |
| Sigma Ołomuniec                      | 0:4                 | Sevilla FC          | 0:1                 | 0:3                 |                     |
| Sarpsborg 08                         | 4:3                 | Maccabi Tel Awiw    | 3:1                 | 1:2                 |                     |
| KAA Gent                             | 0:2                 | Girondins Bordeaux  | 0:0                 | 0:2                 |                     |
| Partizan Belgrad                     | 1:4                 | Beşiktaş JK         | 1:1                 | 0:3                 |                     |
| Rapid Wiedeń                         | 4:3                 | Steaua Bukareszt    | 3:1                 | 1:2                 |                     |
| FC Basel                             | 3:3 (br. wyj.)      | Apollon Limassol    | 3:2                 | 0:1                 |                     |
| Rangers                              | 2:1                 | FK Ufa              | 1:0                 | 1:1                 |                     |
| Atalanta                             | 0:0 (k. 3:4)        | FC Kopenhaga        | 0:0                 | 0:0 (dogr.)         |                     |
| Zenit Petersburg                     | 4:3                 | Molde FK            | 3:1                 | 1:2                 |                     |
| AS Trenczyn                          | 1:4                 | AEK Larnaka         | 1:1                 | 0:3                 |                     |
| KRC Genk                             | 9:4                 | Brøndby IF          | 5:2                 | 4:2                 |                     |
| Olympiakos SFP                       | 4:2                 | Burnley             | 3:1                 | 1:1                 |                     |
| Zoria Ługańsk                        | 2:3                 | RB Lipsk            | 0:0                 | 2:3                 |                     |
| Po lewej gospodarz pierwszego meczu. |                     |                     |                     |                     |                     |

## Faza grupowa
Do startu w fazie grupowej uprawnionych było 48 drużyn (w tym 21 zwycięzców rundy play-off Ligi Europy, 6 przegranych rundy play-off Ligi Mistrzów i 4 przegranych III rundy kwalifikacji Ligi Mistrzów dla niemistrzów), które rozegrały spotkania systemem każdy z każdym u siebie i na wyjeździe. W trakcie losowania zespoły były rozdzielone na 4 koszyki według współczynnika UEFA, następnie rozlosowane i podzielone na 12 grup po 4 drużyny każda. Do jednej grupy nie mogły trafić drużyny z tego samego koszyka i federacji, a także z powodu napiętej sytuacji politycznej na Ukrainie, zespoły z Rosji i Ukrainy. Losowanie odbyło się 31 sierpnia 2018 roku w Monako.
| Kolory w tabeli grup                             |
| ------------------------------------------------ |
| Zespoły z miejsc 1. i 2. awansują do 1/16 finału |

Zasady ustalania kolejności w tabeli:
1. liczba zdobytych punktów w całej rundzie;
2. liczba punktów zdobyta w meczach bezpośrednich;
3. różnica bramek w meczach bezpośrednich;
4. liczba bramek zdobytych na wyjeździe w meczach bezpośrednich
5. różnica bramek w całej rundzie;
6. liczba zdobytych bramek w całej rundzie;
7. współczynnik drużyny z poprzednich 5 sezonów.

### Grupa A
| Lp. | Drużyna              | M | Z | R | P | Bramki | Bramki | +/– | Pkt |
| --- | -------------------- | - | - | - | - | ------ | ------ | --- | --- |
| 1   | Bayer Leverkusen (A) | 6 | 4 | 1 | 1 | 16     | 9      | +7  | 13  |
| 2   | FC Zürich (A)        | 6 | 3 | 1 | 2 | 7      | 6      | +1  | 10  |
| 3   | AEK Larnaka          | 6 | 1 | 2 | 3 | 6      | 12     | −6  | 5   |
| 4   | Łudogorec Razgrad    | 6 | 0 | 4 | 2 | 5      | 7      | −2  | 4   |

|                   | LEV | RAZ | ZUR | AEK |
| ----------------- | --- | --- | --- | --- |
| Bayer Leverkusen  | –   | 1:1 | 1:0 | 4:2 |
| Łudogorec Razgrad | 2:3 | –   | 1:1 | 0:0 |
| FC Zürich         | 3:2 | 1:0 | –   | 1:2 |
| AEK Larnaka       | 1:5 | 1:1 | 0:1 | –   |

### Grupa B
| Lp. | Drużyna               | M | Z | R | P | Bramki | Bramki | +/– | Pkt |
| --- | --------------------- | - | - | - | - | ------ | ------ | --- | --- |
| 1   | Red Bull Salzburg (A) | 6 | 6 | 0 | 0 | 17     | 6      | +11 | 18  |
| 2   | Celtic (A)            | 6 | 3 | 0 | 3 | 6      | 8      | −2  | 9   |
| 3   | RB Lipsk              | 6 | 2 | 1 | 3 | 9      | 8      | +1  | 7   |
| 4   | Rosenborg BK          | 6 | 0 | 1 | 5 | 4      | 14     | −10 | 1   |

|                   | RBS | CEL | RBL | RBK |
| ----------------- | --- | --- | --- | --- |
| Red Bull Salzburg | –   | 3:1 | 1:0 | 3:0 |
| Celtic            | 1:2 | –   | 2:1 | 1:0 |
| RB Lipsk          | 2:3 | 2:0 | –   | 1:1 |
| Rosenborg BK      | 2:5 | 0:1 | 1:3 | –   |

### Grupa C
| Lp. | Drużyna              | M | Z | R | P | Bramki | Bramki | +/– | Pkt |
| --- | -------------------- | - | - | - | - | ------ | ------ | --- | --- |
| 1   | Zenit Petersburg (A) | 6 | 3 | 2 | 1 | 6      | 5      | +1  | 11  |
| 2   | Slavia Praga (A)     | 6 | 3 | 1 | 2 | 4      | 3      | +1  | 10  |
| 3   | Girondins Bordeaux   | 6 | 2 | 1 | 3 | 6      | 6      | 0   | 7   |
| 4   | FC Kopenhaga         | 6 | 1 | 2 | 3 | 3      | 5      | −2  | 5   |

|                    | ZEN | KOP | BOR | SLA |
| ------------------ | --- | --- | --- | --- |
| Zenit Petersburg   | –   | 1:0 | 2:1 | 1:0 |
| FC Kopenhaga       | 1:1 | –   | 0:1 | 0:1 |
| Girondins Bordeaux | 1:1 | 1:2 | –   | 2:0 |
| Slavia Praga       | 2:0 | 0:0 | 1:0 | –   |

### Grupa D
| Lp. | Drużyna            | M | Z | R | P | Bramki | Bramki | +/– | Pkt |
| --- | ------------------ | - | - | - | - | ------ | ------ | --- | --- |
| 1   | Dinamo Zagrzeb (A) | 6 | 4 | 2 | 0 | 11     | 3      | +8  | 14  |
| 2   | Fenerbahçe SK (A)  | 6 | 2 | 2 | 2 | 7      | 7      | 0   | 8   |
| 3   | Spartak Trnawa     | 6 | 2 | 1 | 3 | 4      | 7      | −3  | 7   |
| 4   | RSC Anderlecht     | 6 | 0 | 3 | 3 | 2      | 7      | −5  | 3   |

|                | AND | FEN | DIN | STN |
| -------------- | --- | --- | --- | --- |
| RSC Anderlecht | –   | 2:2 | 0:2 | 0:0 |
| Fenerbahçe SK  | 2:0 | –   | 0:0 | 2:0 |
| Dinamo Zagrzeb | 0:0 | 4:1 | –   | 3:1 |
| Spartak Trnawa | 1:0 | 1:0 | 1:2 | –   |

### Grupa E
| Lp. | Drużyna         | M | Z | R | P | Bramki | Bramki | +/– | Pkt |
| --- | --------------- | - | - | - | - | ------ | ------ | --- | --- |
| 1   | Arsenal (A)     | 6 | 5 | 1 | 0 | 12     | 2      | +10 | 16  |
| 2   | Sporting CP (A) | 6 | 4 | 1 | 1 | 13     | 3      | +10 | 13  |
| 3   | Worskła Połtawa | 6 | 1 | 0 | 5 | 4      | 13     | −9  | 3   |
| 4   | Qarabağ FK      | 6 | 1 | 0 | 5 | 2      | 13     | −11 | 3   |

|                 | ARS | SCP | QAA | WOR |
| --------------- | --- | --- | --- | --- |
| Arsenal         | –   | 0:0 | 1:0 | 4:2 |
| Sporting CP     | 0:1 | –   | 2:0 | 3:0 |
| Qarabağ FK      | 0:3 | 1:6 | –   | 0:1 |
| Worskła Połtawa | 0:3 | 1:2 | 0:1 | –   |

### Grupa F
| Lp. | Drużyna            | M | Z | R | P | Bramki | Bramki | +/– | Pkt |
| --- | ------------------ | - | - | - | - | ------ | ------ | --- | --- |
| 1   | Real Betis (A)     | 6 | 3 | 3 | 0 | 7      | 2      | +5  | 12  |
| 2   | Olympiakos SFP (A) | 6 | 3 | 1 | 2 | 11     | 6      | +5  | 10  |
| 3   | Milan              | 6 | 3 | 1 | 2 | 12     | 9      | +3  | 10  |
| 4   | F91 Dudelange      | 6 | 0 | 1 | 5 | 3      | 16     | −13 | 1   |

|                | OLY | MIL | BET | DUD |
| -------------- | --- | --- | --- | --- |
| Olympiakos SFP | –   | 3:1 | 0:0 | 5:1 |
| Milan          | 3:1 | –   | 1:2 | 5:2 |
| Real Betis     | 1:0 | 1:1 | –   | 3:0 |
| F91 Dudelange  | 0:2 | 0:1 | 0:0 | –   |

### Grupa G
| Lp. | Drużyna           | M | Z | R | P | Bramki | Bramki | +/– | Pkt |
| --- | ----------------- | - | - | - | - | ------ | ------ | --- | --- |
| 1   | Villarreal CF (A) | 6 | 2 | 4 | 0 | 12     | 5      | +7  | 10  |
| 2   | Rapid Wiedeń (A)  | 6 | 3 | 1 | 2 | 6      | 9      | −3  | 10  |
| 3   | Rangers           | 6 | 1 | 3 | 2 | 8      | 8      | 0   | 6   |
| 4   | Spartak Moskwa    | 6 | 1 | 2 | 3 | 8      | 12     | −4  | 5   |

|                | VIL | RPD | SPA | RAN |
| -------------- | --- | --- | --- | --- |
| Villarreal CF  | –   | 5:0 | 2:0 | 2:2 |
| Rapid Wiedeń   | 0:0 | –   | 2:0 | 1:0 |
| Spartak Moskwa | 3:3 | 1:2 | –   | 4:3 |
| Rangers        | 0:0 | 3:1 | 0:0 | –   |

### Grupa H
| Lp. | Drużyna                 | M | Z | R | P | Bramki | Bramki | +/– | Pkt |
| --- | ----------------------- | - | - | - | - | ------ | ------ | --- | --- |
| 1   | Eintracht Frankfurt (A) | 6 | 6 | 0 | 0 | 17     | 5      | +12 | 18  |
| 2   | Lazio (A)               | 6 | 3 | 0 | 3 | 9      | 11     | −2  | 9   |
| 3   | Apollon Limassol        | 6 | 2 | 1 | 3 | 10     | 10     | 0   | 7   |
| 4   | Olympique Marsylia      | 6 | 0 | 1 | 5 | 6      | 16     | −10 | 1   |

|                     | LAZ | OMA | FRA | APL |
| ------------------- | --- | --- | --- | --- |
| Lazio               | –   | 2:1 | 2:1 | 2:1 |
| Olympique Marsylia  | 1:3 | –   | 1:2 | 1:3 |
| Eintracht Frankfurt | 4:1 | 4:0 | –   | 2:0 |
| Apollon Limassol    | 2:0 | 2:2 | 2:3 | –   |

### Grupa I
| Lp. | Drużyna      | M | Z | R | P | Bramki | Bramki | +/– | Pkt |
| --- | ------------ | - | - | - | - | ------ | ------ | --- | --- |
| 1   | KRC Genk (A) | 6 | 3 | 2 | 1 | 14     | 8      | +6  | 11  |
| 2   | Malmö FF (A) | 6 | 2 | 3 | 1 | 7      | 6      | +1  | 9   |
| 3   | Beşiktaş JK  | 6 | 2 | 1 | 3 | 9      | 11     | −2  | 7   |
| 4   | Sarpsborg 08 | 6 | 1 | 2 | 3 | 8      | 13     | −5  | 5   |

|              | BES | GNK | MLÖ | S08 |
| ------------ | --- | --- | --- | --- |
| Beşiktaş JK  | –   | 2:4 | 0:1 | 3:1 |
| KRC Genk     | 1:1 | –   | 2:0 | 4:0 |
| Malmö FF     | 2:0 | 2:2 | –   | 1:1 |
| Sarpsborg 08 | 2:3 | 3:1 | 1:1 | –   |

### Grupa J
| Lp. | Drużyna              | M | Z | R | P | Bramki | Bramki | +/– | Pkt |
| --- | -------------------- | - | - | - | - | ------ | ------ | --- | --- |
| 1   | Sevilla FC (A)       | 6 | 4 | 0 | 2 | 18     | 6      | +12 | 12  |
| 2   | FK Krasnodar (A)     | 6 | 4 | 0 | 2 | 8      | 8      | 0   | 12  |
| 3   | Standard Liège       | 6 | 3 | 1 | 2 | 7      | 9      | −2  | 10  |
| 4   | Akhisar Belediyespor | 6 | 0 | 1 | 5 | 4      | 14     | −10 | 1   |

|                      | SEV | KRA | STL | AKH |
| -------------------- | --- | --- | --- | --- |
| Sevilla FC           | –   | 3:0 | 5:1 | 6:0 |
| FK Krasnodar         | 2:1 | –   | 2:1 | 2:1 |
| Standard Liège       | 1:0 | 2:1 | –   | 2:1 |
| Akhisar Belediyespor | 2:3 | 0:1 | 0:0 | –   |

### Grupa K
| Lp. | Drużyna          | M | Z | R | P | Bramki | Bramki | +/– | Pkt |
| --- | ---------------- | - | - | - | - | ------ | ------ | --- | --- |
| 1   | Dynamo Kijów (A) | 6 | 3 | 2 | 1 | 10     | 7      | +3  | 11  |
| 2   | Stade Rennes (A) | 6 | 3 | 0 | 3 | 7      | 8      | −1  | 9   |
| 3   | FK Astana        | 6 | 2 | 2 | 2 | 7      | 7      | 0   | 8   |
| 4   | FK Jablonec      | 6 | 1 | 2 | 3 | 6      | 8      | −2  | 5   |

|              | DKV | AST | REN | JAB |
| ------------ | --- | --- | --- | --- |
| Dynamo Kijów | –   | 2:2 | 3:1 | 0:1 |
| FK Astana    | 0:1 | –   | 2:0 | 2:1 |
| Stade Rennes | 1:2 | 2:0 | –   | 2:1 |
| FK Jablonec  | 2:2 | 1:1 | 0:1 | –   |

### Grupa L
| Lp. | Drużyna          | M | Z | R | P | Bramki | Bramki | +/– | Pkt |
| --- | ---------------- | - | - | - | - | ------ | ------ | --- | --- |
| 1   | Chelsea (A)      | 6 | 5 | 1 | 0 | 12     | 3      | +9  | 16  |
| 2   | BATE Borysów (A) | 6 | 3 | 0 | 3 | 9      | 9      | 0   | 9   |
| 3   | MOL Vidi FC      | 6 | 2 | 1 | 3 | 5      | 7      | −2  | 7   |
| 4   | PAOK FC          | 6 | 1 | 0 | 5 | 5      | 12     | −7  | 3   |

|              | CHE | PAS | BAT | MOL |
| ------------ | --- | --- | --- | --- |
| Chelsea      | –   | 4:0 | 3:1 | 1:0 |
| PAOK FC      | 0:1 | –   | 1:3 | 0:2 |
| BATE Borysów | 0:1 | 1:4 | –   | 2:0 |
| MOL Vidi FC  | 2:2 | 1:0 | 0:2 | –   |

## Faza pucharowa
Do startu w fazie pucharowej uprawnione były 32 drużyny:
- 12 zwycięzców fazy grupowej Ligi Europy,
- 12 drużyn, które zajęły 2. miejsca w fazie grupowej Ligi Europy,
- 8 drużyn, które zajęły 3. miejsca w fazie grupowej Ligi Mistrzów.

Do dalszych etapów turnieju przechodzili zwycięzcy poszczególnych dwumeczów.

### Zakwalifikowane drużyny
Losowanie par 1/16 finału odbyło się 17 grudnia 2018 roku. Zwycięzcy fazy grupowej Ligi Europy oraz 4 najlepsze z zespołów, które zajęły 3. miejsca w fazie grupowej Ligi Mistrzów zostali rozlosowani przeciwko zespołom, które zajęły 2. miejsca w fazie grupowej Ligi Europy oraz pozostałym drużynom, które zajęły 3. miejsca w fazie grupowej Ligi Mistrzów. Drużyny z tych samych federacji oraz grup nie mogły zostać zestawione w jednej parze (dotyczy jedynie 1/16 finału). Z powodu napiętej sytuacji politycznej pomiędzy Rosją i Ukrainą w jednej parze nie mogły zostać zestawione także drużyny z tych krajów.
| Zespoły rozstawione | Zespoły rozstawione | Zespoły rozstawione | Zespoły rozstawione |
| Drużyna             | Gr.                 | Drużyna             | Gr.                 |
| ------------------- | ------------------- | ------------------- | ------------------- |
| Bayer Leverkusen    | A                   | KRC Genk            | I                   |
| Red Bull Salzburg   | B                   | Sevilla FC          | J                   |
| Zenit Petersburg    | C                   | Dynamo Kijów        | K                   |
| Dinamo Zagrzeb      | D                   | Chelsea             | L                   |
| Arsenal             | E                   | Napoli              | LM                  |
| Real Betis          | F                   | Valencia CF         | LM                  |
| Villarreal CF       | G                   | Inter Mediolan      | LM                  |
| Eintracht Frankfurt | H                   | SL Benfica          | LM                  |

| Zespoły nierozstawione | Zespoły nierozstawione | Zespoły nierozstawione | Zespoły nierozstawione |
| Drużyna                | Gr.                    | Drużyna                | Gr.                    |
| ---------------------- | ---------------------- | ---------------------- | ---------------------- |
| FC Zürich              | A                      | Malmö FF               | I                      |
| Celtic                 | B                      | FK Krasnodar           | J                      |
| Slavia Praga           | C                      | Stade Rennes           | K                      |
| Fenerbahçe SK          | D                      | BATE Borysów           | L                      |
| Sporting CP            | E                      | Viktoria Pilzno        | LM                     |
| Olympiakos SFP         | F                      | Club Brugge            | LM                     |
| Rapid Wiedeń           | G                      | Szachtar Donieck       | LM                     |
| Lazio                  | H                      | Galatasaray SK         | LM                     |

### 1/16 finału
Losowanie par tej rundy odbyło się 17 grudnia 2018 roku. Pierwsze mecze zostały rozegrane 14 lutego, a rewanże 21 lutego 2019.
| Drużyna 1                            | Wynik dwumeczu | Drużyna 2           | Pierwszy mecz | Drugi mecz |
| ------------------------------------ | -------------- | ------------------- | ------------- | ---------- |
| Viktoria Pilzno                      | 2:4            | Dinamo Zagrzeb      | 2:1           | 0:3        |
| Club Brugge                          | 2:5            | Red Bull Salzburg   | 2:1           | 0:4        |
| Rapid Wiedeń                         | 0:5            | Inter Mediolan      | 0:1           | 0:4        |
| Slavia Praga                         | 4:1            | KRC Genk            | 0:0           | 4:1        |
| FK Krasnodar                         | 1:1 (br. wyj.) | Bayer Leverkusen    | 0:0           | 1:1        |
| FC Zürich                            | 1:5            | Napoli              | 1:3           | 0:2        |
| Malmö FF                             | 1:5            | Chelsea             | 1:2           | 0:3        |
| Szachtar Donieck                     | 3:6            | Eintracht Frankfurt | 2:2           | 1:4        |
| Celtic                               | 0:3            | Valencia CF         | 0:2           | 0:1        |
| Stade Rennes                         | 6:4            | Real Betis          | 3:3           | 3:1        |
| Olympiakos SFP                       | 2:3            | Dynamo Kijów        | 2:2           | 0:1        |
| Lazio                                | 0:3            | Sevilla FC          | 0:1           | 0:2        |
| Fenerbahçe SK                        | 2:3            | Zenit Petersburg    | 1:0           | 1:3        |
| Sporting CP                          | 1:2            | Villarreal CF       | 0:1           | 1:1        |
| BATE Borysów                         | 1:3            | Arsenal             | 1:0           | 0:3        |
| Galatasaray SK                       | 1:2            | SL Benfica          | 1:2           | 0:0        |
| Po lewej gospodarz pierwszego meczu. |                |                     |               |            |

### 1/8 finału
Od tej rundy drużyny rywalizujące ze sobą w parach losowane były niezależnie od kraju z którego pochodzą, a także grupy w której występowały. Losowanie par tej rundy odbyło się 22 lutego 2019 roku. Pierwsze mecze zostały rozegrane 7 marca, a rewanże 14 marca 2019.
| Drużyna 1                            | Wynik dwumeczu | Drużyna 2         | Pierwszy mecz | Drugi mecz  |
| ------------------------------------ | -------------- | ----------------- | ------------- | ----------- |
| Chelsea                              | 8:0            | Dynamo Kijów      | 3:0           | 5:0         |
| Eintracht Frankfurt                  | 1:0            | Inter Mediolan    | 0:0           | 1:0         |
| Dinamo Zagrzeb                       | 1:3            | SL Benfica        | 1:0           | 0:3 (dogr.) |
| Napoli                               | 4:3            | Red Bull Salzburg | 3:0           | 1:3         |
| Valencia CF                          | 3:2            | FK Krasnodar      | 2:1           | 1:1         |
| Sevilla FC                           | 5:6            | Slavia Praga      | 2:2           | 3:4 (dogr.) |
| Stade Rennes                         | 3:4            | Arsenal           | 3:1           | 0:3         |
| Zenit Petersburg                     | 2:5            | Villarreal CF     | 1:3           | 1:2         |
| Po lewej gospodarz pierwszego meczu. |                |                   |               |             |

### Ćwierćfinały
Losowanie par tej rundy odbyło się 15 marca 2019 roku. Pierwsze mecze zostały rozegrane 11 kwietnia, a rewanże 18 kwietnia 2019.
| Drużyna 1                            | Wynik dwumeczu | Drużyna 2           | Pierwszy mecz | Drugi mecz |
| ------------------------------------ | -------------- | ------------------- | ------------- | ---------- |
| Arsenal                              | 3:0            | Napoli              | 2:0           | 1:0        |
| Villarreal CF                        | 1:5            | Valencia CF         | 1:3           | 0:2        |
| SL Benfica                           | 4:4 (br. wyj.) | Eintracht Frankfurt | 4:2           | 0:2        |
| Slavia Praga                         | 3:5            | Chelsea             | 0:1           | 3:4        |
| Po lewej gospodarz pierwszego meczu. |                |                     |               |            |

### Półfinały
Pierwsze mecze zostały rozegrane 2 maja, a rewanże 9 maja 2019.
| Drużyna 1                            | Wynik dwumeczu | Drużyna 2   | Pierwszy mecz | Drugi mecz  |
| ------------------------------------ | -------------- | ----------- | ------------- | ----------- |
| Arsenal                              | 7:3            | Valencia CF | 3:1           | 4:2         |
| Eintracht Frankfurt                  | 2:2 (k. 3:4)   | Chelsea     | 1:1           | 1:1 (dogr.) |
| Po lewej gospodarz pierwszego meczu. |                |             |               |             |

### Finał
| 29 maja 2019 21:00 CET | Chelsea · Giroud 49' · Pedro 60' · Hazard 65' (k.), 72' | 4:1(0:0)Raport | Arsenal · 69' Iwobi | Stadion Olimpijski, Baku Widzów: 51 370 Sędzia: Gianluca Rocchi |
|                        |                                                         |                |                     |                                                                 |

| Chelsea | Arsenal |

|                | 1  | Kepa Arrizabalaga     |     |     |
|                | 28 | César Azpilicueta (c) |     |     |
|                | 27 | Andreas Christensen   | 68' |     |
|                | 30 | David Luiz            |     |     |
|                | 33 | Emerson Palmieri      |     |     |
|                | 7  | N’Golo Kanté          |     |     |
|                | 5  | Jorginho              |     |     |
|                | 17 | Mateo Kovačić         |     | 76' |
|                | 11 | Pedro                 | 56' | 71' |
|                | 18 | Olivier Giroud        |     |     |
|                | 10 | Eden Hazard           |     | 89' |
| Zmiany:        |    |                       |     |     |
|                | 13 | Willy Caballero       |     |     |
|                | 52 | Jamie Cumming         |     |     |
|                | 3  | Marcos Alonso         |     |     |
|                | 21 | Davide Zappacosta     |     | 89' |
|                | 24 | Gary Cahill           |     |     |
|                | 44 | Ethan Ampadu          |     |     |
|                | 8  | Ross Barkley          |     | 76' |
|                | 51 | Conor Gallagher       |     |     |
|                | 55 | George McEachran      |     |     |
|                | 9  | Gonzalo Higuaín       |     |     |
|                | 22 | Willian               |     | 71' |
| Trener:        |    |                       |     |     |
| Maurizio Sarri |    |                       |     |     |

|            | 1  | Petr Čech                 |  |     |
|            | 5  | Sokratis Papastatopulos   |  |     |
|            | 6  | Laurent Koscielny (c)     |  |     |
|            | 18 | Nacho Monreal             |  | 66' |
|            | 15 | Ainsley Maitland-Niles    |  |     |
|            | 11 | Lucas Torreira            |  | 66' |
|            | 34 | Granit Xhaka              |  |     |
|            | 31 | Sead Kolašinac            |  |     |
|            | 10 | Mesut Özil                |  | 77' |
|            | 9  | Alexandre Lacazette       |  |     |
|            | 14 | Pierre-Emerick Aubameyang |  |     |
| Zmiany:    |    |                           |  |     |
|            | 19 | Bernd Leno                |  |     |
|            | 44 | Dejan Iliev               |  |     |
|            | 12 | Stephan Lichtsteiner      |  |     |
|            | 20 | Shkodran Mustafi          |  |     |
|            | 25 | Carl Jenkinson            |  |     |
|            | 4  | Mohamed Elneny            |  |     |
|            | 29 | Mattéo Guendouzi          |  | 66' |
|            | 59 | Joe Willock               |  | 77' |
|            | 17 | Alex Iwobi                |  | 66' |
|            | 23 | Danny Welbeck             |  |     |
|            | 49 | Eddie Nketiah             |  |     |
|            | 87 | Bukayo Saka               |  |     |
| Trener:    |    |                           |  |     |
| Unai Emery |    |                           |  |     |

## Klasyfikacja strzelców
Nie wliczono bramek z kwalifikacji i play-off.

| Pozycja | Zawodnik                  | Zespół              | Mecze | Bramki | Minuty na boisku |
| ------- | ------------------------- | ------------------- | ----- | ------ | ---------------- |
| 1.      | Olivier Giroud            | Chelsea             | 14    | 11     | 1124             |
| 2.      | Luka Jović                | Eintracht Frankfurt | 14    | 10     | 953              |
| 3.      | Pierre-Emerick Aubameyang | Arsenal             | 12    | 8      | 934              |
| 3.      | Wissam Ben Yedder         | Sevilla FC          | 8     | 8      | 621              |
| 3.      | Munis Dabbur              | Red Bull Salzburg   | 10    | 8      | 856              |
| 6.      | Pedro Rodríguez           | Chelsea             | 14    | 5      | 944              |
| 6.      | Alexandre Lacazette       | Arsenal             | 10    | 5      | 651              |
| 6.      | Sébastien Haller          | Eintracht Frankfurt | 10    | 5      | 770              |
| 6.      | Fredrik Gulbrandsen       | Red Bull Salzburg   | 9     | 5      | 429              |
| 6.      | Giovani Lo Celso          | Real Betis          | 7     | 5      | 563              |

Źródło: